# أبو المعين النسفي
أبو المعين النسفي (بالأوزبكية: Абу Муъин Насафий) يعد واحدا من أهم وأشهر علماء الماتريدية من بعد مؤسسها أبو منصور الماتريدي، وهو المدافع الأول عن آراء الماتريدي، وهو في الماتريدية كالباقلاني والغزالي والفخر الرازي في الأشعرية، كما أن كتبه في الماتريدية تأخذ أهمية كتب الشهرستاني في المذهب الأشعري، وقد ناصر مذهب الماتريدي بقوة، وزاد المذهب شرحا وتفصيلا، واهتم بالدفاع عنه ورد على آراء خصوم الماتريدية من معتزلة وجهمية وكرامية وباطنية وغيرهم، وقد ذكره رفيع الدين الشرواني في الطبقة السادسة في «طبقات أصحاب الإمام الأعظم أبي حنيفة»، ومن أهم كتبه: تبصرة الأدلة، والتمهيد، وبحر الكلام. ولأبي المعين مؤلفات كثيرة إلا أنه اشتهر بين المترجمين له، والمتعاملين مع علم الكلام الأشعري والماتريدي بصاحب التبصرة أو تبصرة الأدلة. وممن ترجم له: عبد القادر القرشي في «الجواهر المضية في طبقات الحنفية»، وعبد الحي اللكنوي في «الفوائد البهية في تراجم الحنفية»، وابن قطلوبغا في «تاج التراجم»، والكفوي في «كتائب أعلام الأخيار من فقهاء مذهب النعمان المختار»، وحاجي خليفة في «كشف الظنون عن أسامي الكتب والفنون»، والباباني البغدادي في هدية العارفين، وغيرهم.
ولد أبو المعين وعاش في القرن الخامس وبداية القرن السادس الهجريين، واتفقت كتب التراجم على تسميته ميمون بن محمد بن محمد النسفي، وعلى تكنيته بأبي المعين، لكنهم اختلفوا في أسماء أجداده. والمدرسة التي نما وترعرع في أحضانها، وتتلمذ فيها كانت أسرته، فأبوه محمد بن محمد بن معتمد يروي عنه النسفي كتاب العالم والمتعلم لأبي حنيفة كما يدل النص التالي: «قال أبو الحسن على بن خليل الدمشقي: أنبأنا أبو الحسن برهان الدين علي بن الحسن البلخي عن أبي المعين ميمون بن محمد النسفي عن أبيه عن عبد الكريم بن موسى البزدوي عن الإمام أبي حنيفة». وجده الثاني هو أبو المعالي معتمد بن محمد يروي عن أبيه، ويأخذ العلم عن أبي سهل الإسفراييني، ويروي عنه كتاب أخبار مكة. أما تلاميذه فإن كتب التراجم لا تكشف إلا عن القليل، فيذكر القرشي: أن أبا بكر محمد بن أحمد السمرقندي الملقب بعلاء الدين صاحب «ميزان الأصول في نتائج العقول» في أصول الفقه قد تفقه على الإمام أبي المعين ميمون النسفي، كما تفقه عليه أحمد بن محمد بن محمد بن الحسين بن مجاهد البزدوي ابن أبي اليسر، عرف بالقاضي الصدر، وهو من أهل بخارى. ومن تلاميذه أبو بكر مسعود بن أحمد الكاشاني، وأحمد بن محمد بن أحمد أبو الفتح الحلمي. ونأخذ من مناظرات فخر الدين الرازي في بلاد ما وراء النهر مع الأحناف الماتريدية أن نور الدين الصابوني صاحب البداية في أصول الدين قد تفقه في علم الكلام على كتاب تبصرة الأدلة لأبي المعين النسفي.

## عصره
عاش الإمام أبو المعين في القرن الخامس وأوائل القرن السادس الهجري في بلاد ما وراء النهر (آسيا الوسطى حالياً) من بلاد المشرق الإسلامي. كان عصره من أزهى العصور الإسلامية علما في الشرق، فقد كثر فيه النبغاء في كل علم وفن والسبب في ذلك أن الدولة العباسية قد شجعت على العلم بمختلف أنواعه لا سيما حرية الفكر والنظر، فكثرت المذاهب واختلفت الآراء وظهرت الفرق، ولعل هذا كان هو السبب في شحذ همة أبي المعين لتأليف عدة كتب في علم الكلام للرد على الفرق المخالفة لمذهب أهل السنة والجماعة.

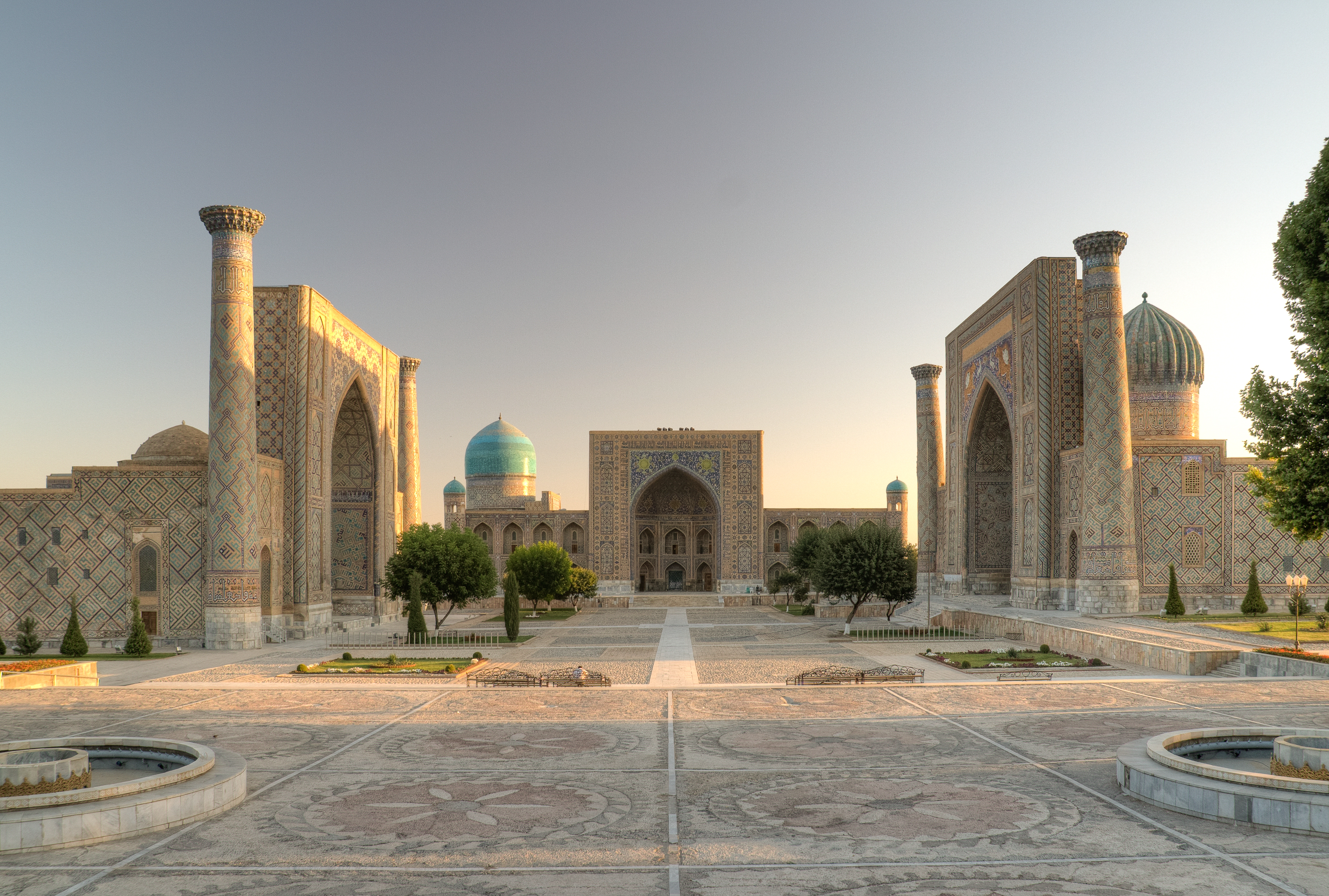
مدينة سمرقند عاش فيها الإمام أبي المعين فترة من الزمن ثم انتقل منها إلى بخارى.

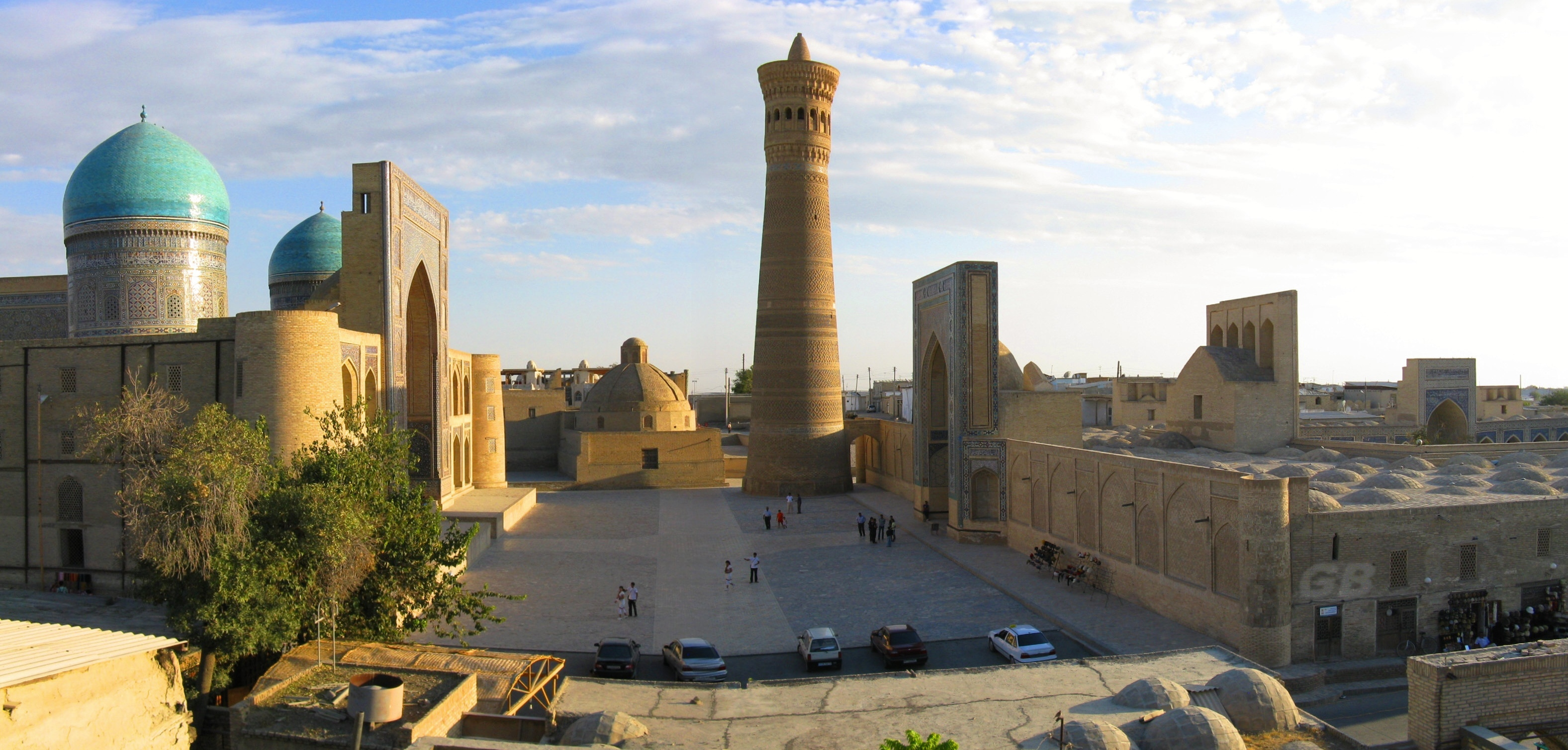
مدينة بخارى موطن الإمام البخاري، والتي كانت مركز إقامة الإمام النسفي.

### الجانب السياسي
تعد هذه الفترة ضمن الحكم العباسي في عهود انحلاله، تلك التي بدأت بالخليفة المتوكل (232 هـ - 247 هـ)، واستمرت حتى سقوطه على أيدي التتار سنة 656 هـ فلم يعد للخلفاء العباسيين آنذاك، وهم: القائم (422 هـ - 467 هـ) والمقتدى (467 هـ - 487 هـ) والمستظهر (487 هـ - 512 هـ) من أمر الخلافة إلا الاسم، وقد كان ضعف الخلفاء العباسيين سببا في انقسام العالم الإسلامي إلى ممالك مستقلة، كالدولة الحمدانية بالجزيرة، والدولة البويهية بالعراق، والدولة السامانية في بلاد ما وراء النهر. ونجم عن هذا الانقسام أن اضطربت الأوضاع السياسية بسبب محاولة كل من الدول المستقلة بسط نفوذها على ما تمتلكه الأخرى، فبالنسبة لبلاد ما وراء النهر فقد بقيت تحت سيطرة السامانيين إلى أن انقرضت دولتهم سنة 389 هـ، ثم وقعت بلاد ما وراء النهر في يد أيلك بغراخان الذي قصد بخارى، وأظهر التودد لعبد الملك بن نوح الساماني، ولكنه لم يلبث أن قبض على قواد السامانيين، ثم على عبد الملك نفسه، وحبس معه أخاه منصور بن نوح الذي ولى إدارة السامانيين من قبله، واستمر حكم بلاد ما وراء النهر لأيلك خان وإخوانه من بعده إلى أن خضعت للدولة السلجوقية سنة 482 هـ باستيلاء ملكشاه عليها، ويذكر ابن الأثير أن أهل البلاد هم الذين أرسلوا إلى السلطان ملكشاه ليخلصهم من ظلم الملك القائم.
أما ما عدا بلاد ما وراء النهر فإن هناك قوة كبرى كانت تناوئ الدولة العباسية وهي الدولة الفاطمية فلما نجح الفاطميون في إقامة دولتهم بالمغرب ثم بمصر، واتسعت رقعة مملكتهم حتى وصلت إلى نواحي الفرات، دار في خلدهم أن يمدوا سلطانهم متجهين إلى المشرق حتى يعم بقاع الأرض ملكهم، فوجهوا أعوانهم في المشرق وهم بنو بويه الذين امتد سلطانهم إلى أن بلغ بغداد عاصمة الخلافة العباسية، وقد كان لسياسة بني بويه أسوأ الأثر في العراق، فقد قامت الفتن الطائفية وثار الجند كل في وجه الآخر، وانتشرت الفوضى وعم الاضطراب وساد الفزع قلوب الأهلين، وأدي تعصب بني بويه للشيعة إلى إرغام السنيين على الاشتراك في أعياد الشيعيين. وقد اتخذ بنو بويه الشيعيون من التقرب إلى الفاطميين وسيلة لإثارة مخاوف العباسيين حتى لا يرتموا في أحضان أعدائهم السلاجقة السنيين. بالإضافة إلى ذلك ما أصاب العالم الإسلامي من الخارج، وهي الحروب الصليبية التي بدأت سنة 490 هـ، وأمتدت إلى سنة 690 هـ، والتي استغل القائمون بها تفكك العالم الإسلامي، وضعف الخلافة العباسية، وكل هذا يوضح مدى الاضطراب السياسي الذي كان يعيشه العالم الإسلامي في ذلك الوقت.

### الجانب الاجتماعي
| أبو المعين النسفي | وما وراء النهر من أنزه الأقاليم وأخصبها وأكثرها خيرا وأهلها يرجعون إلى رغبة في الخير والسخاء واستجابة لمن دعاهم إليه مع قلة غائلة وسماحة بما ملكت أيديهم مع شدة شوكة ومنعة وبأس وعدة وآلة وكراع وسلاح فأما الخصب فيها فهو يزيد على الوصف ويتعاظم عن أن يكون في جميع بلاد الإسلام وغيرها مثله وليس في الدنيا إقليم أو ناحية إلا ويقحط أهله مرارا قبل أن يقحط ما وراء النهر ثم إن أصيبوا في حر أو برد أو آفة تأتي على زروعهم ففي فضل ما يسلم في عرض بلادهم ما يقوم بأودهم حتى يستغنوا عن نقل شيء إليهم من بلاد أخر وليس بما وراء النهر موضع يخلو من العمارة من مدينة أو قرى أو مياه أو زروع أو مراع لسوائمهم وليس شيء لا بد للناس منه إلا وعندهم منه ما يقوم بأودهم ويفضل عنهم لغيرهم وأما مياههم فإنها أعذب المياه وأخفها فقد عمت المياه العذبة جبالها ونواحيها ومدنها وأما الدواب ففيها من المباح ما فيه كفاية على كثرة ارتباطهم لها وكذلك الحمير والبغال والإبل وأما لحومهم فإن بها من الغنم ما يجلب من نواحي التركمان الغربية وغيرها ما يفضل عنهم وأما الملبوس ففيها من الثياب القطن ما يفضل عنهم فينقل إلى الآفاق ولهم القز والصوف والوبر الكثير والإبريسم الخجندي ولا يفضل عليه إبريسم ألبتة وفي بلادهم من معادن الحديد ما يفضل عن حاجتهم في الأسلحة والأدوات وبها معدن الذهب والفضة والزيبق الذي لا يقاربه في الغزارة والكثرة معدن في سائر البلدان إلا بنجهير في الفضة وأما الزيبق والذهب والنحاس وسائر ما يكون في المعادن فأغزرها ما يرتفع من ما وراء النهر وأما فواكههم فإنك إذا تبطنت الصغد وأشروسنة وفرغانة والشاش رأيت من كثرتها ما يزيد على سائر الآفاق وأما الرقيق فإنه يقع إليهم من الأتراك المحيطة بهم ما يفضل عن كفايتهم وينقل إلى الآفاق وهو خير رقيق بالمشرق كله وبها من المسك الذي يجلب إليهم من التبت وخرخيز ما ينقل إلى سائر الأمصار الإسلامية منها ويرتفع من الصغانيان وإلى واشجرد من الزعفران ما ينقل إلى سائر البلدان وكذلك الأوبار من السمور والسنجاب والثعالب وغيرها ما يحمل إلى الآفاق مع طرائف من الحديد والحتر والبزاة وغير ذلك مما يحتاج إليه الملوك وأما سماحتهم فإن الناس في أكثر ما وراء النهر كأنهم في دار واحدة ما ينزل أحد بأحد إلا كأنه رجل دخل دار صديقه لا يجد المضيف من طارق في نفسه كراهة بل يستفرغ مجهوده في غاية من إقامة أوده من غير معرفة تقدمت ولا توقع مكافأة بل اعتقادا للجود والسماحة في أموالهم وهمة كل امرىء منهم على قدره فيما ملكت يده والقيام على نفسه ومن يطرقه قال الإصطخري ولقد شهدت منزلا بالصغد قد ضربت الأوتاد على بابه فبلغني أن ذلك الباب لم يغلق منذ زيادة على مائة سنة لا يمنع من نزوله طارق وربما ينزل بالليل بيتا من غير استعداد المائة والمائتان والأكثر بدوابهم فيجدون من علف دوابهم وطعامهم ودثارهم ما يعمهم من غير أن يتكلف صاحب المنزل بشيء من ذلك لدوام ذلك منهم والغالب على أهل ما وراء النهر صرف نفقاتهم إلى الرباطات وعمارة الطرق والوقوف على سبيل الجهاد ووجوه الخيرات إلا القليل منهم وليس من بلد ولا من منهل ولا مفازة مطروقة ولا قرية آهلة إلا وبها من الرباطات ما يفضل عن نزول من طرقه قال وبلغني أن بما وراء النهر زيادة على عشرة آلاف رباط في كثير منها إذا نزل الناس أقيم لهم علف دوابهم وطعام أنفسهم إلى أن يرحلوا وأما بأسهم وشوكتهم فليس في الإسلام ناحية أكبر حظا في الجهاد منهم وذلك أن جميع حدود ما وراء النهر دار حرب... وهم مع ذلك أحسن الناس طاعة لكبرائهم وألطفهم خدمة لعظمائهم حتى دعا ذلك الخلفاء إلى أن استدعوا من ما وراء النهر رجالا وكانت الأتراك جيوشا تفضلهم على سائر الأجناس في البأس والجراءة والإقدام وحسن الطاعة... وأما نزهة ما وراء النهر فليس في الدنيا بأسرها أحسن من بخارى. | أبو المعين النسفي |

غير أن الحال لم يدم على ما وصف ففي سنة 449 هـ مات من الجوع خلق كثير، وورد كتاب من بخارى أنه وقع في تلك الديار وباء حتى أخرج في يوم ثمانية عشر ألف جنازة وبقيت الأسواق فارغة، والبيوت خالية، ووقع الوباء بأذربيجان وأعمالها، والأهواز وأعمالها، وواسط والكوفة، وكان سببه الجوع حتى باع رجل أرضه بخمسة أرطال خبز، فأكلها فتاب الناس وأراقوا الخمر وكسروا المعازف، وتصدقوا بمعظم أموالهم، ولزموا المساجد. ولم تصب هذه البلاد وحدها بمثل هذه النكبات بل أمتدت إلى العراق ومصر، ففي سنة 448 هـ كان القحط الشديد والوباء المفرط بديار مصر وكانت العراق تموج بالفتن والخوف والنهب من جماعة طغرليك ومن الأعراب، ثم وقع الغلاء والوباء في الناس، وفسد الهواء وكثر الذباب واشتد الجوع حتى أكلوا الميتة.
ومن مظاهر الحياة الاجتماعية في هذه الفترة ما كان يحدث بين الطوائف الدينية من اقتتال، وخاصة بين أهل السنة والشيعة. ومن تلك الصراعات ما يذكره ابن الأثير من حوادث سنة 407 هـ فقد قتلت الشيعة في جميع أنحاء أفريقية، وانبسطت أيدي العامة فيهم، وأُحرقوا بالنار، وكان عامل القيروان يغري أهل السنة، ويحرضهم على الفتك بالشيعة.
ويذكر ابن كثير أنه في سنة 408 هـ وقعت فتنة عظيمة بين أهل السنة والروافض، قتل فيها عدد كبير من الفريقين. وفي سنة 443 هـ زال الأنس بين السنة والشيعة وعادوا إلى أشد ما كانوا عليه، ونصب الروافض أبراجا وكتبوا عليها بالذهب: محمدا وعليا خير البشر، فمن رضي فقد شكر، ومن أبى فقد كفر، فأنكرت السنة إقران علي مع محمد، ودارت الحرب العاصفة بين الفريقين، واضطرمت نار الفتنة، وأخذت ثياب الناس في الطرق، وغلقت الأسواق، واجتمعت السنة جمع لم ير مثله، فهجموا دار الخلافة، فوعدوا بالخير. وثار أهل الكرخ، فالتقى الجمعان، فقتل جماعة، ونبشت عدة قبور للشيعة، وأحرقوا. وتم على الرافضة خزي عظيم، فعمدوا إلى خان الحنفية، فأحرقوه، وقتلوا مدرسهم أبا سعيد السرخسي، وفيها توفي أبو القاسم علي بن محمد بن علي بن أحمد بن عيسى الفارسي المصري، مسند الديار المصرية. وقال الوزير: إن واخذنا الكُل خربت البلد.
وتوالت الصراعات وتجددت الحرب بين الفريقين في سنة 444 هـ وفي سنة 445 هـ، وكان كل فريق يجتهد في إحراق ما يملكه الآخر، وفي سنة 447 هـ تجددت الفتنة حتى عجزت السلطة أن تحجز بين الفريقين، وفي نفس السنة قامت فتنة بين الأشاعرة والحنابلة ببغداد بحيث أصبح من المتعذر أن يشهد الجمعة أو الجماعة أحد من الأشاعرة. وفي سنة 482 هـ وقعت بين الفريقين فتنة هائلة لم يسمع بمثلها قط، وقتل بينهم عدد كثير، وفي سنة 494 هـ انتشرت دعوى الباطنية بأصبهان وأعمالها وقويت شوكتهم، وكثرت الباطنية في العراق والجبل وزعيمهم الحسن بن صباح فملكوا القلاع، وقطعوا السبيل، وأهم الناس شأنهم، واستفحل أمرهم لاشتغال أولاد ملكشاه بنفوسهم. وإلى جانب الشيعة كانت هناك فرق المعتزلة والمزدكية والجهمية والحنابلة والمشبهة. ففي سنة 420 هـ تلقى يمين الدولة محمود بن سُبُكْتِكِيْن أمر الخليفة في خراسان فصلب المعتزلة والرافضة والإسماعيلية والقرامطة والجهمية والمشبهة، وأحرق كتبهم، وأمر بلعنهم على المنابر. فالشعوب الإسلامية في هذه الآونة كانت تسودها حالة من الفوضى وعدم الاستقرار بسبب الصراعات المذهبية، وتفكك العالم الإسلامي، وكان أبرز ما ظهر على مسرح الأحداث انتشار الباطنية وما أعقب ذلك من فتن وانحرافات.

### الجانب العلمي
دائما يقف القلم بجانب السيف وتتصارع الألسنة عندما تتقاتل الأسنة، فلم يكن غريبا أن تقوم نهضة علمية هائلة في الوقت الذي كان فيه الاضطراب السياسي على أشده. فانقسام الدولة الإسلامية إلى ممالك لم يؤثر على الجانب العلمي بل على العكس كان لقيام هذه الدول أثر كبير في تقدم الحضارة الإسلامية، وذلك أنه بعد أن كانت بغداد مركزا لهذه الحضارات ظهرت مراكز أخرى تنافس حضارة العباسيين في الحضارة وفي العلوم والمعارف مثل قرطبة والقاهرة وبخارى وأصبح كل منها قبلة العلماء والشعراء والكتاب الذين تنقلوا بين هذه الحواضر طلبا للعلم أو ابتغاء لكسب الرزق. وهذه الدويلات المتصارعة وإن اختلفت في معتقداتها واتجاهاتها إلا أنها لا تختلف على تشجيع العلم وأهله تثبيتا لدعائمها وهذه المذاهب المتصارعة ينشط علماؤها للدفاع عن معتقداتهم، ولهذا نلتقي في هذا العصر بحشد من العلماء في كل فن. فمن علماء الكلام عبد السلام بن يوسف القزويني المعتزلي (ت 482 هـ) الذي قيل عنه إنه كان يفتخر بالاعتزال وهو في حضرة الوزير نظام الملك، وله تفسير كبير يقع في سبعمائة مجلد. ومنهم أبو بكر البيهقي 458 هـ صاحب الأسماء والصفات والاعتقاد والهداية، وعبد القاهر البغدادي (429 هـ) صاحب أصول الدين والفرق بين الفرق، وأبو المظفر الإسفراييني (471 هـ) صاحب التبصير في الدين، وإمام الحرمين أبو المعالي الجويني (478 هـ) صاحب الشامل في أصول الدين والإرشاد ولمع الأدلة، وأبو حامد الغزالي (505 هـ) صاحب الإحياء والاقتصاد في الاعتقاد والتهافت، نجم الدين عمر النسفي 537 هـ صاحب العقائد النسفية، وابن حزم الظاهري (ت 456 هـ) صاحب الفصل في الملل والأهواء والنحل، والشهرستاني 548 هـ صاحب الملل والنحل.
أما العلوم الفلسفية فيتصدر هذا العصر علم من أعلام الفلسفة الإسلامية، وهو ابن سينا (ت 428 هـ)، ومن أشهر مؤلفاته موسوعته الفلسفية الشفاء والإشارات والتنبيهات والنجاة، والحسن بن الهيثم (ت 430 هـ)، وأبو الريحان البيروني (ت 440 هـ)، وعمر الخيام (ت 515 هـ) وله مختصر في الطبيعة ورسالة في الوجود.
أما علم التصوف فمن أبرز رجاله في ذلك العصر أبو القاسم القشيري (ت 465 هـ) صاحب الرسالة القشيرية، وكان من أشهر دعاة الباطنية الحسن بن الصباح (ت 518 هـ)، الذي أحكم خططه في الدعوة إلى هذا المذهب. ولما كنت الباطنية من أخطر وأقوى النحل التي أقلقت أهل السنة فقد ألف فيها علماء العصر مؤلفات خاصة في الرد عليهم بالإضافة إلى ما أوردوا عليهم من ردود في مصنفاتهم الكلامية، فإمام الحرمين الجويني يؤلف كتاب غياث الأمم في التياث الظلم يخصص الحديث فيه عن الإمامة، والإمام الغزالي يؤلف كتاب المستظهري أو فضائح الباطنية، وحجة الحق، وقواصم الباطنية، ويؤلف الشيخ أبو المعين كتابه الإفساد لخدع أهل الالحاد ويرد في على الباطنية.
وإذا رجعنا إلى بيئة الإمام أبي المعين في بلاد ما وراء النهر وجدنا أن الأمر يبدو قد استقر لأهل السنة وخاصة الحنفية، فشعوب هذه المنطقة من الأتراك وحكامها في عصر الإمام أبي المعين من السلاجقة الأتراك. وقد أصبح السلاجقة كغيرهم من الشعوب التركية متمسكين بعقائد المذهب السني بمجرد تحولهم إلى الإسلام، وقد عرفوا بشدة تحمسهم لهذا المذهب وتمسكوا كغيرهم من الأتراك بعقائد المذهب الحنفي، ومع هذا فلم يخل هذا الاستقرار ممن يعكر صفوه من المذاهب المناوئة، كما يتضح ذلك من مقدمة كتاب التمهيد التي يذكر فيها الشيخ أن طالب الكتاب قد تعقب أهل البدع فخيب سعيهم وأراق دماءهم. هذا وإن كان واضحا أن الغلبة والنفوذ كانا لأهل السنة، وفي بلاد ما وراء النهر قامت نهضة علمية واسعة النطاق فعنها يقول المؤرخ شمس الدين المقدسي في كتابه أحسن التقاسيم في معرفة الأقاليم بعد أن جعلها هي وخراسان إقليما واحدا يسميه إقليم الشرق: "أنه أجل الأقاليم، وأكثرها أجنة وعلماء، وهو معدن الخير، ومستقر العلم، وركن الإسلام المحكم، وحصنه الأعظم وملكه خير الملوك، وجنده خير الجنود فيه يبلغ الفقهاء درجة الملوك، وهو أكثر الأقاليم علما وفقها، وللمذكرين به صيت عجيب، ولهم أموال جمة، والغلبة في الإقليم لأصحاب أبي حنيفة.
أما بخارى فقد أصبحت مركزا من مراكز الحضارة تضارع المدن الكبرى كبغداد والقاهرة وقرطبة. وأما نسف فقد خرج منها من العلماء في كل فن جماعة لا يحصرون، ويكفي أن نستعرض ألقاب من نسبوا إلى هذه البلاد كالبخاري والنسفي والسمرقندي والشاشي لنعرف مدى ما وصلت إليه من نهضة علمية. ويأتي بعد ذلك الشيخ أبو المعين النسفي ليكون وليد عصره وبيئته، فهو الإمام الزاهد والعالم الفقيه الحنفي المحدث والمتكلم، يدعم آراء أسلافه بالبراهين القاطعة، ويعرض مذاهب خصومه من معتزلة وأشاعرة وحنابلة وجهمية وروافض وخوارج وغيرهم ويستدل على بطلانها بالحجج الدامغة. وينشر العلم بين الناس حتى يقول عنه تلميذه نجم الدين عمر النسفي: «كان عالم الشرق والغرب يغترف من بحاره، ويستضيء بأنوراه».

## اسمه ونسبه وكنيته وألقابه
- اسمه: هو أبو المعين ميمون بن محمد بن محمد بن معتمد بن محمد بن مكحول بن الفضل النسفي المكحولي، والنسفي نسبة إلى نسف، وهي مدينة كبيرة فيما وراء النهر بين جيحون وسمرقند، والمكحولي نسبة إلى جده الأكبر مكحول، ولكن نسبته إلى بلده غلبت عليه واشتهر بها.[43]

موقع أوزبكستان التي تقع فيها مدينة نسف التي يُنسب إليها أبو المعين النسفي.

غير أن هناك اختلافات بين كتب التراجم في سرد سلسلة نسب الإمام أبي المعين بين زيادة ونقص، وفي تسمية بعض أجداده، نذكرها على الوجه التالي:
أولا: بينما تذكر كتب التراجم جده الثاني باسم معتمد أو المعتمد ينفرد ابن قطلوبغا بتسميته سعيدا، والزركلي بتسميته معبدا، وهذا خطأ منهما في نقل اسمه الصحيح لتشابه هذه الأسماء في الخط.
ثانيا: حينما يتعرض عبد الحي اللكنوي صاحب كتاب أعلام الأخيار لترجمة أبي المعين يذكره بأنه ميمون بن محمد بن محمد معتمد بن أحمد، وأحمد لم يكن في سلسلة نسب أبي المعين، وإنما هو أخ لمعتمد بن محمد الجد الثاني لأبي المعين، ويكنى بأبي البديع.
ثالثا: بعض كتب التراجم تسرد اسم أبي المعين على النحو التالي: ميمون بن محمد بن محمد بن معتمد بن محمد بن محمد بن مكحول. ونلاحظ أن هذه السلسلة تزيد ذكر اسم «محمد» بعد الجد الثاني لأبي المعين «معتمد».
وقد استبعد وجود جد لأبي المعين باسم محمد بن محمد بن مكحول للأسباب التالية:
- أننا لم نجد ولو مجرد إشارة في كتب التراجم التي بين أيدينا إلى المسمى بهذا الاسم.
- أن كتب التراجم حينما تتعرض لترجمة مكحول تذكر أنه والد أبي المعين محمد وجد أحمد أبي البديع.[51] وحينما تتعرض هذه الكتب لترجمة أبي المعين محمد بن مكحول تذكر أنه روى عن أبيه مكحول، وروى عنه ابنه أحمد أبو البديع،[52] وقد سبق أن عرفنا أن أبا البديع أحمد أخ لمعتمد فإذا ثبت أن أبا البديع يسمى أحمد بن محمد بن مكحول، فيكون اسم اخيه معتمد بن محمد بن مكحول.
- أن هذا الخلط ظاهر في أنساب العرب للسمعاني. يقول عند ذكر المكحولي: «...أبو البديع أحمد بن محمد بن مكحول ابن الفضل النسفي المكحولي، سمع أباه أبا المعين المكحولي» ثم يقول: «وأخوه أبو المعالي معتمد بن محمد بن مكحول المكحولي، يروي عن جده أبي المعين». ألا ترى أنه مع تصريحه بأن معتمدا ابن لأبي المعين محمد بن مكحول يجعله جدا له حينما يقول: «يروي عن جده أبي المعين»؟ بالإضافة إلى أنه يعترف بأن أبدا البديع أحمد أخ لأبي المعالي معتمد، ومع هذا فحينما يتحدث عن أبي البديع يذكر أن أبا المعين أبوه، وحينما يتحدث عن معتمد يذكر أن أبا المعين جده. فربما تكون المراجع التي أضافت محمد بن محمد بن مكحول إلى أجداد أبي المعين تكون قد تبعت السمعاني في جعل أبي المعين محمد بن مكحول جدا لمعتمد لا أبا له.
- لم تذكر كل كتب التراجم هذه التسمية كاملة، فبعضها تسميه: «ميمون بن محمد بن محمد بن معتمد بن محمد بن مكحول»،[53] وبعضها تسميه: «ميمون بن محمد بن محمد بن معتمد بن مكحول»،[54] وبعضها تسميه: «ميمون بن محمد بن محمد بن مكحول»،[55] وبعضها تذكره: «ميمون بن محمد بن محمد».[56] وهذه خلافات لا غبار عليها ما دام كل يعرف به حسب طريقته من الاختصار أو الإسهاب.
- بعض المصادر تذكر والد «مكحول» بأنه «الفضل»،[57] وبعضهم يذكره باسم «أبي الفضل»،[58] والبعض يذكره باسم «فضل الله».[59] وهذه خلافات لا معول عليها مادام المسى واحدا.

### كنيته
يكنى الشيخ ميمون بأبي المعين، وهذه الكنية متفق عليها بين من ذكروا الإمام وترجموا له، بل لا يكاد يعرف إلا بها. ويشاركه في هذه الكنية جده الثالث، وهو محمد بن مكحول بن الفضل المكحولي، روى عن أبيه المكحول، وروى عنه ابنه أحمد أبو البديع. وهذا الاشتراك في الكنية جعل بعض أصحاب كتب التراجم ينسب إلى أبي المعين محمد بن مكحول بعض كتب أبي المعين ميمون بن محمد.

### ألقابه
اشتهر أبو المعين بلقب النسفي وهذا اللقب نسبة إلى نسف، وهي مدينة كبيرة، كثيرة الأهل بين جيحون وسمرقند، خرج منها جماعة كثيرة من أهل العلم من كل فن. ولما كانت هذه المدينة حافلة بعلمائها فإنا نجد حشداً كبيراً من العلماء يلقب بهذا اللقب. منهم نجم الدين عمر النسفي صاحب العقائد النسفية، وإذا ذكر النسفي مجرداً لدى علماء الكلام ودارسيه انصرف إلى عمر النسفي وذلك لشهرة متن العقائد النسفية بينهم، واهتمامهم به. وإذا أطلق النسفي عند علماء التفسير انصرف إلى حافظ الدين أبو البركات عبد الله النسفي، لاقترانه بتفسيره المسمى «مدارك التنزيل وحقائق التأويل». كان إماما رأسا في الفقه والأصول، بارعا في الحديث ومعانيه، تفقه على شمس الأئمة محمد ابن عبد الستار الكردري، وعلى حميد الدين الضرير. ومن تصانيفه الوافي، متن في الفروع، وشرحه الكافي، وكنز الدقائق متن مشهور في الفقه، والمصفى شرح المنظمة النسفية، والمستصفى شرح الفقه النافع، والمنار، متن في الأصول وشرحه كشف الأسرار، والاعتماد شرح العمدة في أصول الدين، توفى سنة 751 هـ.
وممن يلقب بالنسفي جد الإمام أبي المعين الرابع مكحول بن الفضل النسفي أبو المطيع. ومنهم إبراهيم بن معقل أبو إسحاق النسفي، قاضي نسف وعالمها، رحل وكتب الكثير وسمع حبارة بن المغلس، وقتيبة بن سعيد، وهشام ابن عمار وأقرانهم. ورى عنه ابنه سعيد وعبد المؤمن بن خلف، ومحمد بن زكريا النسفيون، صنف المسند والتفسير وغير ذلك، توفي سنة 295 هـ. ومنهم برهان الدين النسفي، ولد سنة 600 هـ، وتوفي سنة 686 هـ، من تصانيفه: رسالة في الدور والتسلسل، شرح أسماء الله الحسنى، شرح الإشارات والتنبيهات لابن سينا، شرح الرسالة القدسية، الفصول البرهانية في الجدل، مطلع السعادة، منشأ النظر في علم الخلاف، شرح المنشأ، الواضح في مختصر مفاتيح الغيب للفخر الرازي. وغير هؤلاء كثير ممن لقب بهذا اللقب. ويطلق على الإمام أبي المعين لقب المكحولي، وهو نسبة إلى مكحول جد الإمام أبي المعين، ويشاركه في هذا اللقب جميع أفراد أسرته ممن ينتمون إلى هذا الجد، قال السمعاني في الأنساب: «المعروف بهذه النسبة إلى مكحول وهي اسم الجد، وهم جماعة منهم أبو البديع أحمد بن محمد بن مكحول بن الفضل النسفي المكحولي، سمع أباه أبا المعين المكحولي... وأخوه أبو المعالي معتمد بن محمد بن مكحول المكحولي».
ومن ألقاب الإمام أبي المعين: الإمام الأجل الزاهد، الشيخ الإمام العالم البارع التقي النقي، سيف الحق، سيف الحق والدين، عضد الدين، قامع الملحدين، جامع الأصول، رئيس أهل السنة والجماعة. ولا شك أن هذه الألقاب ليست وقفا على الإمام أبي المعين، وإنما هي تطلق على كل من كان على شاكلته ممن اتصف بهذه الصفات.

## مولده

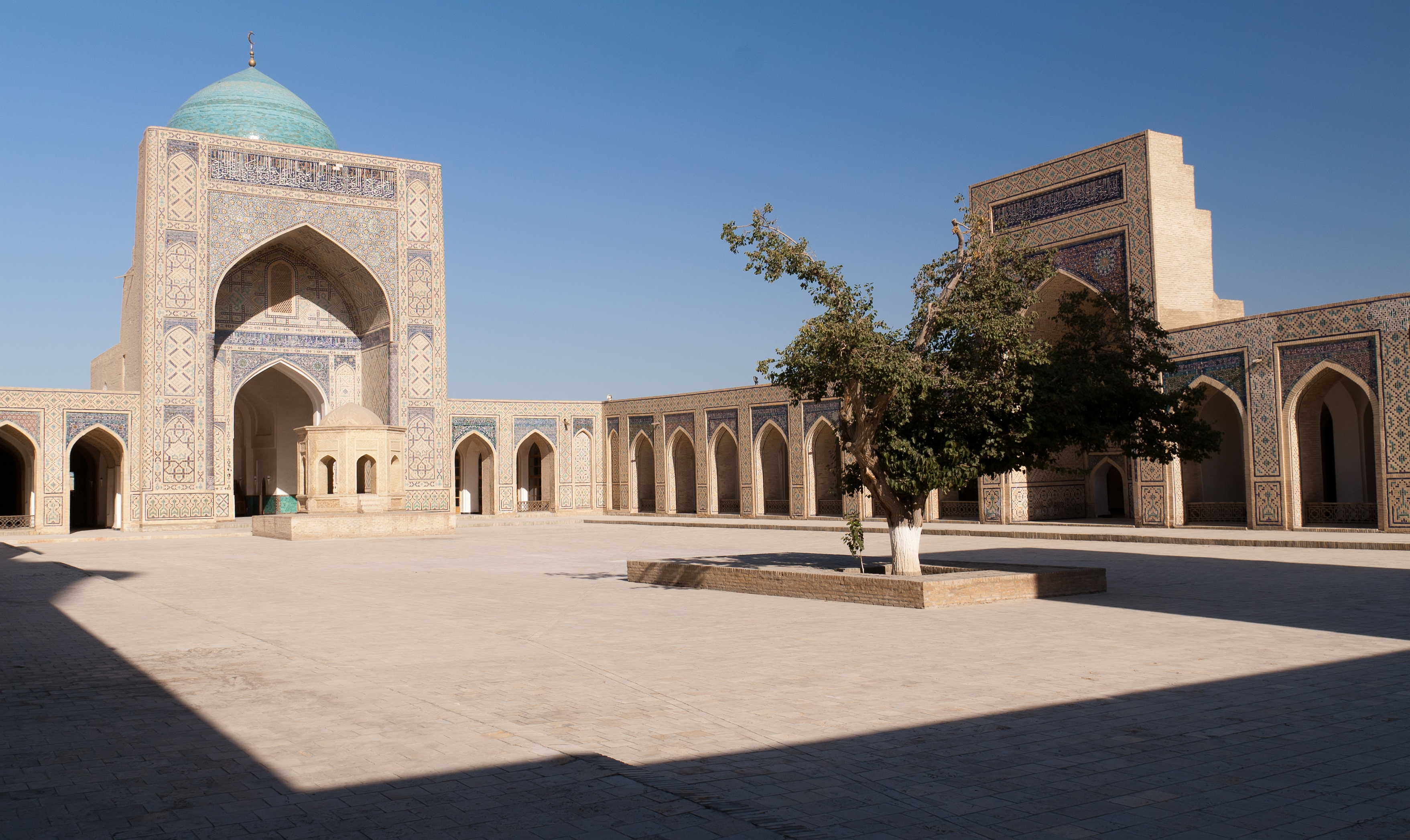
مدينة نسف موطن أبي المعين النسفي.

لم تحدد كتب التراجم مكان ولادة الشيخ أبي المعين، وربما يكون مولده ونشأته الأولى في نسف، نظرا لانتسابه إليها. ويرجح هذا الاحتمال أنه لم ينسب إلى غير نسف من البلاد التي تنقل بين جنباتها وسكن بها، مثل بخارى وسمرقند. كذلك لم تحدد كتب التراجم زمان مولده إلا الزركلي في الأعلام فإنه يحدد مولده سنة 418 هـ، وتبعه في هذا التحديد عمر رضا كحالة في معجم المؤلفين. أما ابن قطلوبغا فيذكر أنه توفى في الخامس والعشرين من ذي الحجة سنة 508 هـ وله سبعون سنة. وعلى حسب تقدير ابن قطلوبغا يكون مولد أبي المعين سنة 438 هـ، ولا يوجد مرجحا لأحد التاريخين على الآخر، فيبقى احتمال مولده في أي منهما قائما.

## شيوخه
لم يهتد العلماء والباحثين إلى أحد من شيوخ أبي المعين، إلا ما جاء في سند رواية كتاب العالم والمتعلم أنه رواه عن أبيه محمد. وهذا يعني أن والد الشيخ أبي المعين كان ذا مكانة علمية تجعل منه أستاذا لابنه ومع هذا فالمصادر تقف صامتة إزاء الحديث عن محمد بن معتمد، والد الشيخ أبي المعين، فلم تخصه بالحديث كغيره من فقهاء الحنفية. لكن بالرغم من هذا فأسرة الشيخ لها عراقتها العلمية، وخاصة في الفقه الحنفي، فنجد أبي المعين الرابع مكحول بن الفضل النسفي، أبو مطيع، عالم مصنف، وكان تلميذا ليحيى بن معاذ المتوفى بنيسابور سنة 258 هـ، وتلميذا لأبي عبد الله محمد بن كرام، مؤسس الكرامية، وسمع أبا عيسى الترمذي، ومحمد بن أيوب الرازي، وعبد الله بن أحمد بن حنبل، وتتلمذ على أبي سليمان الجوزجاني، وروى عنه ابنه محمد بن مكحول أبو المعين، وهو من فقهاء الطبعة الرابعة من فقهاء الحنفية، وله كتاب الشعاع في الفقه ذكر فيه عن أبي حنيفة أن من رفع يديه عند الركوع، وعند رفع الرأس منه تفسد صلاته. وله كتاب اللؤلؤيات في المواعظ، واللباب، وكتاب في فضل سبحان الله، وكتاب في التصوف عن الحياة الجماعية، وكتاب الرد على أهل البدع والأهواء. توفى سنة 318 هـ.
أما أبو المعين محمد بن مكحول، الجد الثالث لأبي المعين ميمون فيروي عن أبيه مكحول. أما الجد الثاني للشيخ أبي المعين هو معتمد بن محمد بن مكحول أبو المعالي فقد ولد سنة 334 هـ، وروى عن أبيه أبي المعين، وسمع أبا سهل الإسفراييني، وروى عنه كتاب أخبار مكة وغيره، ومات سنة نيف وثلاثين وأربعمائة وأخو معتمد هو أحمد بن محمد بن مكحول أبو البديع كان بارعا في الفقه يروي عن أبيه أبي المعين محمد. وإذا كانت أسرة الشيخ أسرة علم بهذه المثابة، وأنهم يعنون بتلقين علمهم لأبنائهم كما هو واضح من سير أجداده فلا يستبعد أن يكون آباء الشيخ أبي المعين هم شيوخه الأولين.

## تلاميذه

### نجم الدين عمر النسفي
وهو فقيه حنفي، وأصولي ومتكلم، ومفسر ومحدث ونحوي، وهو من الأئمة المشهورين بالحفظ الواضح والقبول التام عند الخواص والعوام. صنف في كل نوع من العلم في التفسير والحديث واللغة والأدب والكلام والتاريخ، وبلغت مصنفاته إلى مائة مصنف تقريباً، منها: «متن العقائد النسفية» الذي يُعد من أجلّ مصنفاته، وله «المنظومة» وهو كتاب نظم في الفقه، وله «كتاب المواقيت»، والإجازات المترجمة بالحروف، والأكمل الأطول في تفسير القرآن، وبعث الرغائب لبحث الغرائب، وتاريخ بخارى، وتطويل الأسفار لتحصيل الأخبار، والنجاح في شرح أخبار الصحاح أي البخاري ومسلم، وكان يُلقب بمفتي الثقلين، ولد بنسف سنة 461 هـ، وتوفي بسمرقند سنة 537 هـ.

### علاء الدين السمرقندي
هو محمد بن أحمد بن أبي أحمد أبو بكر علاء الدين السمرقندي صاحب كتاب تحفة الفقهاء أستاذ صاحب البدائع، شيخ كبير فاضل، جليل القدر تفقه على أبي المعين ميمون المكحولي وعلى صدر الإسلام أبي اليسر البزدوي، وتفقهت عليه ابنته فاطمة الفقيهة العلامة، زوجة صاحب البدائع. وله كتاب اللباب في الأصول، توفي نحو 575 هـ.

### شیخ سید رزاق علي الغيلاني
وهو فقيه حنفي، وأصولي ومتكلم، ومفسر ومحدث ونحوي، وهو من الأئمة المشهورين بالحفظ الواضح والقبول التام عند الخواص والعوام. 605هـ.

### أبو بكر الكاشاني
هو أبو بكر بن مسعود بن أحمد علاء الدين الشاشي الحنفي نزيل حلب، كان يلقب بملك العلماء، الكاشاني. أخذ العلم عن علاء الدين محمد السمرقندي صاحب التحفة، وقرأ عليه معظم تصانيفه مثل التحفة في الفقه، وغيرها من كتب الأصول، وأخذ عن أبي المعين ميمون المكحولي، وعن مجد الأئمة السرخسي. وتفقه عليه ابنه محمود، وأحمد بن محمود الغزنوي صاحب المقدمة الغزنية، له كتاب بدائع الصنائع في ترتيب الشرائع في شرح تحفة الفقهاء لأستاذه السمرقندي، وله السلطان المبين في أصول الدين، مات بحلب يوم الأحد بعد الظهر 10 رجب سنة 578 هـ، ودفن عند زوجته فاطمة داخل مقام إبراهيم الخليل بظاهر حلب.

### أبو المظفر الطالقاني
هو إسماعيل بين عدي بن الفضل بن عبيد الله أبو المظفر الطالقاني الوري الفقيه الحنفي. كان فقيها مفتيا، تفقه على البرهان وغيره وسمع ببخارى عن جماعة منهم أبو المعين ميمون بن محمد بن محمد بن المعتمد المكحولي النسفي، وسمع الحديث ببلخ عن أبي جعفر محمد بن الحسين السمناني وأبي بكر محمد ابن عبد الرحمن بن القصير الخطيب. قال السمعاني في «الأنساب» كتب لي الإجازة بجميع مسموعاته، جال في أكناف خراسان، وخرج إلى ما وراء النهر وتفقه بها. كانت وفاته في حدود سنة 540 هـ، وكتب عنه الحافظان أبو علي الوزير الدمشقي، وأبو الحجاج الأندلسي.

### أحمد البزدوي
هو أحمد بن محمد بن محمد بن الحسين بن عبد الكريم بن موسى بن عبد الله ابن مجاهد بن أبي اليسر. صدر الأئمة أبو المعالي البزدوي، النسفي البزدوي، عرف بالقاضي الصدر، من أهل بخارى. ولد سنة 481 هـ أو 482 هـ ببخارى، وهو ابن أخي أبي الحسن علي بن محمد بن الحسين بن عبد الكريم البزدوي، الفقيه بما وراء النهر، صاحب الطريقة على مذهب أبي حنيفة. تفقه على أبيه حتى برع في العلم، وسمع من أبي المعين ميمون بن محمد النسفي ولقى الأكابر، وأفاده والده عن جماعة، وولى القضاء ببخارى مدة وأملى بها. وحمدت سيرته، وورد مرو في الحج، وقرأ عليه السمعاني بها، وحدث ببغداد، ورجع من الحج، وتوفى بسرخس في جمادى الأولى سنة 542 هـ، ثم حمل إلى بخارى ودفن بها. كان إماما فاضلا مفتيا مناظرا، حسن السيرة والأخلاق، من بيت الحديث والعلم.

### أبو الحسن البلخي
هو علي بن الحسن بن محمد بن أبي جعفر أبو الحسن البلخي الجعفري، الزاهد العابد المعروف بالبرهان البلخي، تفقه ببخارى على الإمام عبد العزيز بن عمر بن مازة، وعلى غيره حتى برع في الفقه، وسمع الحديث بما وراء النهر عن شيخه بن مازة وأبي المعين النسفي، وسمع بمكة من وزين العندري، وتفقه على جماعة، وقدم إلى دمشق سنة بضع عشرة وخمسمائة. ونزل بالمدرسة الصادرية وكان مدرسها علي بن مكي الكاساني، فناظره في الخلافيات، وعقد له مجلس التذكير، فحصل له قبول، فحسده الكاساني وتعصبت عليه الحنابلة، لأنه أظهر خلافهم، فعزفت نفسه عن المقام بدمشق، فمضى إلى مكة، وجاور بها، وكان إمام الحنفية بالمسجد الحرام ثم مضى إلى الفقيه سعد بن علي بن عبد الله، وحمله إلى بغداد، وتوجه به إلى دمشق، فقدمها وتسلم المدرسة، واشتغل بالتدريس، فحصل له له أصحاب كثير، ووجاهة عند الخاصة والعامة، وعقد له مجلس الإملاء، وكان يحضره جمع كثير. ثم إنه ندب للخروج إلى حلب ليفقه أهلها، وينشر السنة بها، فانتفع به هناك، وأزال البدعة التي كانت، ثم عاد بعد ذلك إلى دمشق محمودا مشكورا، وكان يأمر بالمعروف وينهى على المنكر، فثقل مكانه على والي دمشق، فتقدم بخروجه عنها، فخرج إلى بصرى، فأقام بها مدة، فأكرم واليها مقدمه، ثم أعيد إلى دمشق. توفي في شعبان سنة 548 هـ.

### أبو الفتح الخلمي
هو أحمد بن محمد بن أحمد أبو الفتح الخلمي. ولد في شهر ربيع الأول سنة 470 هـ، وأقام ببخارى مدة يتفقه، وسمع بها القاضي أبا اليسر محمد بن محمد بن الحسين البزدوي، وأبا المعين ميمون بن محمد بن محمد النسفي، والسيد أبا إبراهيم إسماعيل بن محمد أبي الحسن، وكتب عنهم إملاء، ذكره أبو سعد السمعاني في «الذيل»، فقال: كان صالحا مساكنا، وكان ينوب عن القاضي في بعض الأوقات، ورد بغداد حاجا سنة 517 هـ، وسمع بها، ولقيته ببلخ، ونقذ إلى مجلدا ضخما مما كتب بخط يده من أمالي الأئمة المذكورين. توفي يوم الأربعاء 21 من صفر سنة 547 هـ.

### عبد الرشيد الولوالجي
هو عبد الرشيد بن أبي حنيفة نعمان بن عبد الرازق بن عبد الله الولوالجي القاضي ظهير الدين أبو الفتح، الفقيه الحنفي. ولد بولوالج (بلدة من طغارستان بلخ) في جمادى الأولى سنة 467 هـ، وورد بلخ وتفقه بها على البرهان مدة، ثم ورد سمرقند، وأختص بأبي محمد القسطواني، وكتب الأمالي عن جماعة من الشيوخ، وسكن كش مدة، ثم انتقل إلى سمرقند. قال أبو المظفر عبد الرحيم بن السمعاني: لقيته، وسمعت منه، وكان عالما فقيها فاضلا صحيح المذهب حسن السيرة. سمع كتاب الشمائل المحمدية لأبي عيسى الترمذي من أبي القاسم الخليلي، وقرأه عليه السمعاني في سمرقند، وتوفي سنة 540 هـ، وله الأمالي في الفقه، وتنسب له كتب التراجم الفتاوى المشهورة بالولوالجية، لكن تقي الدين الغزي صاحب (الطبقات السنية في تراجم الحنفية) يقول: «ليس الولوالجي هذا بصاحب الفتوى المشهورة، فإن ذلك اسمه إسحاق».

### محمود الساغرجي
هو محمود بن أحمد بن الفرج بن عبد العزيز الساغرجي السفدي أبو المحامد. إمام عارف بالسنن والفقه لقّب بشيخ الإسلام، ولد سنة 480 هـ وتفقه على والده الإمام البرهان، ورحل وكتب الكتب بخطه، وأملى الحديث بسمرقند، وكان له مجلس إملاء الحديث بكرة يوم الخميس، وممن كتب عنه الحديث السمعاني، وقرأ عليه أيضا تنبيه الغافلين لأبي الليث السمرقندي، كان يرويه عن الخطيب الغوحي عن حفيده اليزيدي عنه، ومات في عشر الستين وخمسمائة.

### علي بن الحسين السكلكندي
هو علي بن الحسين بن محمد البلخي السكلكندي (نسبة إلى سكلكند، وهي مدينة صغيرة بطخارستان من بلخ). سكن دمشق وتفقه ببخارى على الإمام عبد العزيز بن عمر بن مازة، ورى الحديث بدمشق عن أبي المعين المكحولي، كان له يد قوية في النظر، وكان مشتغلا بنشر العلم، وكان فقيها فاضلا زاهدا، توفى بحلب سنة 547 هـ.
فإذا كان تلاميذ الشيخ أبي المعين على هذا المستوى من العلم والفضل، فمن المرجح أنهم لم يكونوا كل تلاميذه، فلا غرابة بعد هذا أن نرى تلميذه عمر النسفي يقول في كتابه القند علماء سمرقند عن شيخه أبي المعين: «كان عالم الشرق والغرب، يغترف من بحاره، ويستضيء بأنواره.»

## دوره في المدرسة الماتريدية
يعتبر أبو المعين النسفي علما من الأعلام الذين تخرجوا من مدرسة أبي منصور الماتريدي، ونهجوا منهجه في الاحتجاج، وسلكوا مسلكه في سبيل إعلاء كلمة الحق، فهو يدحض شبه المخالفين وانحرافاتهم بالدليل العقلي والنقلي، وكثيرا ما يتصدى للمعتزلة وبقية الفرق المخالفة لمذهب أهل السنة والجماعة، ويستشهد لمعتقده بالآيات القرآنية والأحاديث النبوية وأقوال الصحابة والأئمة المجتهدين.
ويعتبر أبو المعين النسفي من أهم علماء المدرسة الماتريدية لما يلي:
1. أنه جعل من همه نصرة مذهب أهل السنة والجماعة ونشره.
2. عمل جاهدا على إبطال مذاهب الخصوم والمخالفين بالنقل والعقل.
3. اعتمد في مناقشاته على اللغة العربية الفصيحة، مع التوسط في العبارة حتى يتمكن القارئ من فهمه.
4. ابتعد كل البعد عن الاشتغال بالجدل العقيم، والأدلة الغامضة.
5. فعل في المذهب الماتريدي مثل ما فعل الباقلاني والجويني والغزالي والرازي والآمدي في المذهب الأشعري.

وبنظرة فاحصة ومتأنية في تراث من جاء بعد الإمام أبي منصور الماتريدي يتأكد ذلك حيث قام الجميع بتلخيص فكره، وعلى رأسهم الإمام نجم الدين عمر النسفي صاحب العقائد النسفية، وعبد الله النسفي في عقائده، ونور الدين الصابوني في البداية في أصول الدين. أما أبو المعين النسفي فقد شرح وأضاف ونظم وناقش وحلل الأفكار، وتعامل مع الجزئيات والكليات بعقلانية وموضوعية، مع استرشاد واع وأمين بالقرآن والسنة. وبعمله هذا وضّح المذهب الماتريدي، مما أدى إلى انتشاره في كثير من بلدان العالم، وبخاصة: تركيا وباكستان وأفغانستان والهند وماليزيا وإندونيسيا وألبانيا ومقدونيا وأوزبكستان وغيرها من جمهوريات الاتحاد السوفيتي السابق.

## مكانته فيعلم الكلام
لقد كان أبو المعين النسفي من العلماء الأعلام المشهود لهم بغزارة العلم وكان أصوليا فقيها متبحرا في العلوم والمعارف، ويعد من أهم وأبرز علماء علم الكلام على مر العصور. فقد حظي بمكانة عالية في علم الكلام والمناظرة ومؤلفاته تشهد بذلك كتبصرة الأدلة والتمهيد وبحر الكلام. واعترف معاصروه بفضله، وكان همزة الوصل بين السلف والخلف، نقل عن السلف كالماتريدي والأشعري، وأخذ عنه الخلف كالإيجي والتفتازاني وغيرهما.

## أهم آرائه الكلامية

### أولا: المعرفة

#### معنى العلم
يفتتح أبو المعين كتابه تبصرة الأدلة بالحديث عن معنى العلم وعن مصادر المعرفة، ويعرض آراء المعتزلة والأشاعرة لمعنى العلم، ونقد تلك التعريفات. فهو يذكر تعريف الكعبي البلخي من المعتزلة لمعنى العلم بأنه اعتقاد الشيء على ما هو به، وينقد ذلك التعريف بأنه يبطله اعتقاد العامي بحدوث العالم دون أن يكون هذا الاعتقاد علما لأن العلم المحدث لابد أن يكون ضروريا كالعلم الثابت بالحواس والبديهة والاستدلال، وليس مع العامي استدلال. ولقد زاد أبو هاشم الجبائي على تعريف الكعبي بأن العلم اعتقاد الشيء على ماهو به من سكون النفس إليه. لكن زيادة أبو هاشم على التعريف لا تخلصه من الإلزام السابق وذلك لأن العامي ساكن النفس إلى هذا الاعتقاد مطمئن إليه.
ويذكر تعريف أبو علي الجبائي بأن العلم اعتقاد الشيء على ما هو به عن ضرورة أو دليل، وهذا التعريف في رأيه أيضا فاسد في التحديد، إذ هو تقسيم العلم المحدث دون تحديده، فما كان في العلوم ضروريا لا يكون استدلاليا وما كان منه استدلاليا لا يكون ضروريا والحد ليس جامعا للقسمين، فلو اعتقاد الشيء على ما هو به عن ضرورة علما لأن اعتقاد الشيء على ما هو به عن ضرورة لخروج الاستدلال عن كونه علما لخروجه عن الحد، ولو بقى علما مع خروجه عن الحد لخروجه عن أن يكون جامعا، فالحد بذلك لا يجمع بين العلم الضروري والعلم الاستدلالي لأنه يجمع بين قسمين مختلفين. وأيضا تعلق التعريف بالشيء يفسد التعريف، وذلك لأن المعدوم ليس شيئا لكونه معلوما، وذلك لأن ما يستحيل وجوده من الشريك والصاحبة والأولاد لله تعالى يعلم استحالته. وذلك ليس بشيء بالإجماع لأن اسم الشيء عند المعتزلة يقع على معدوم هو جائز الوجود لا على ما يستحيل وجوده. ويحاول أبو المعين أن يبطل كون العلم اعتقاد، فيذكر أنه لو كان العلم اعتقادا لكان العالم معتقدا، إذ هو اسم مقدر من المعنى، والله سبحانه استحال أن يوصف بكونه معتقدا استحال أن يوصف بكونه عالما وهذا محال.
ويتهم أبو المعين من يقول بأن العلم اعتقاد يريد أن ينفي علم الله تعالى لاستحالة كونه تعالى معتقدا. لكن الدكتور علي عبد الفتاح المغربي يقول في كتابه الفرق الإسلامية الكلامية أن أبا المعين مغال في هذا الاتهام لأن هناك فرق بين العلم الإلهي والعلم الإنساني والمعتزلة لا ينفون العلم الإلهي مع قول بعضهم العلم اعتقاد وعلى كل حال فلقد لاقى تعريف بعض المعتزلة العلم بأنه اعتقاد لقى معارضة من فريق من المعتزلة وقد ذكر تلك الاعتراضات القاضي عبد الجبار في شرح الأصول الخمسة.
ويعرض أبو المعين لتعريفات بعض الأشاعرة وينقدها فيذكر تعريف الباقلاني بأن العلم هو معرفة المعلوم على ما هو به. ويرى أبو المعين أن هذا التعريف فاسد لأن العلم لو كان معرفة لكان العالم عارفاً، والله تعالى يوصف بأنه عالم ولا يوصف بأنه عارف. ويرى أن هناك فرق بين المعرفة والعلم فيذكر أن المعرفة اسم للعلم المستحدث لا لمطلق العلم أو هي الانكشاف عن شيء بعد لبس وتوهم، والعلم اسم شامل على ما يتعلق بالمعنى في الجملة وما يتعلق به في التفصيل، أما المعرفة فاسم لما يتعلق بالمعنى في التفصيل، ويبدو أن هذه التفرقة لا تفصل المعرفة عن العلم بل هما متداخلان.
ويذكر تعريف ابن فورك بأن العلم صفة يتأتى بها من القادر أحكام الفعل وإتقانه، ويرى أن هذا التعريف فاسد لأن هذا التحديد لا يطرد، فإن علمنا بالقديم تعالى بصفاته وبالمحالات ولا يتأتي بهذا العلم إحكام الفعل وإتقانه. ويذكر تعريف بعض الأشاعرة بأن العلم هو درك المعلوم على ما هو به، وينقد ذلك التعريف لأن الله يُعلم ولا يُدرك، إذ الإدارك عبارة عن الإحاطة بحدود الشيء ونهايته. ويذكر تعريف بعض الماتريدية للعلم بأنه تبين المعلوم على ما هو به، وهذا التعريف في رأيه فاسداً لأن الله تعالى يقال له عالم ولا يقال له متبين، ولأن لفظة التبين مشتركة ومن خاصية الألفاظ المشتركة بقاء الالتباس عند سماعها إلى أن يعين المراد بها. ثم يذكر تعريف أبو الحسن الأشعري للعلم ويدافع عنه، وتعريف الأشعري للعلم بأنه ما أوجب العالم أي حقق له الوصف بأنه عالم ولقد عبر بعض أصحابه عن هذا المعنى فقال: العلم صفة تشتق لم قام به الوصف بأنه عالم، وتارة يقولون: العلم هو الوصف الذي من قام به كان عالما وهو في رأي أبي المعين تعريف يحيط بجميع المحدود ويمنع ما وراءه عن الدخول تحته فهو في رأيه جامع مانع. وتعريف أبو المعين للعلم هو نفس تعريف الأشعري فهو يقول في تعريفه: «حقيقة العلم أنه يوجب كون من قام به عالما أو هو وصف الذي قام به كان عالما»، وذلك لأن العالم ما كان عالما إلا لقيام العلم به وهذا حقيقة العالم وكذلك العلم إذا تأملنا فيه فعلمنا أنه يوجب كونه من قام به متحركا ولا ساكنا ولا مجتمعا ولا مفترقا. فعلمنا أن حقيقته أنه يوجب كون من قام به عالماً، إذا لا أثر إلا هذا وهو بالرغم من موافقته لتعريف الأشعري إلا أنه لا يعارض تعريف أستاذه أبو منصور الماتريدي للعلم ويرى أن حد هذا التعريف صحيح ولا يرد عليه بشيء من الاعتراضات.